# TAER Andalus
TAER Andalus era una aerolínea española, con sede en la ciudad de Córdoba. Operaba vuelos nacionales que unían la ciudad de Córdoba con Vigo, Bilbao y Barcelona.

## Historia
FlySur se creó inicialmente como TAER Andalus. La aerolínea fue creada en 2007 por la aerolínea de carga PAN Air y por inversores privados. TAER Andalus esperaba introducir vuelos desde Córdoba en la primavera de 2008, pero la aerolínea no pudo iniciar operaciones hasta el 4 de septiembre.
Poco antes de comenzar a operar en septiembre de 2008, TAER Andalus cambió su nombre a FlySur. Sin embargo, muy pronto la compañía tuvo que afrontar bajas reservas y problemas en el aeropuerto de Córdoba debido a las malas condiciones meteorológicas. Los fuertes vientos hicieron que los aterrizajes fueran muchas veces peligrosos, lo que obligó a cancelar algunos vuelos y desviar otros al aeropuerto de Sevilla. Finalmente, todos los vuelos fueron suspendidos después del 20 de octubre de 2008. Al no poder encontrar un socio director, la empresa cesó sus operaciones en octubre de 2008 y fue liquidada el 26 de mayo de 2009.

## Flota
La flota de TAER Andalus tuvo los siguientes aviones en su flota a lo largo de su corta existencia:
| Aeronaves | Total | Introducido | Retirado | Matrículas |
| --------- | ----- | ----------- | -------- | ---------- |
| ATR 42    | 1     | 2008        | 2008     | EC-IDG     |

## Destinos
TAER Andalus operó vuelos regulares a los siguientes destinos:
| Países | Destinos  | Aeropuertos                     |
| ------ | --------- | ------------------------------- |
| España | Barcelona | Aeropuerto de Barcelona-El Prat |
| España | Bilbao    | Aeropuerto de Bilbao            |
| España | Córdoba   | Aeropuerto de Córdoba (HUB)     |
| España | Vigo      | Aeropuerto de Vigo              |

Asimismo, planeó extender sus operaciones desde Córdoba a los siguientes destinos, usando dos aviones British Aerospace 146 que nunca se llegaron a arrendar:
| Países    | Destinos               | Aeropuertos                |
| --------- | ---------------------- | -------------------------- |
| España    | Ibiza                  | Aeropuerto de Ibiza        |
| España    | Santiago de Compostela | Aeropuerto de Santiago     |
| España    | Tenerife               | Aeropuerto de Tenerife Sur |
| España    | Valencia               | Aeropuerto de Valencia     |
| Marruecos | Casablanca             | Aeropuerto Int. Mohammed V |
| Portugal  | Lisboa                 | Aeropuerto de Lisboa       |